# Список астероїдів (172401—172500)
| Назва               | Тимчасове позначення | Дата відкриття  | Місце відкриття                  | Відкривач                        |
| ------------------- | -------------------- | --------------- | -------------------------------- | -------------------------------- |
| (172401) 2003 BG24  | 2003 BG24            | 25 січня 2003   | Паломарська обсерваторія         | NEAT                             |
| (172402) 2003 BJ51  | 2003 BJ51            | 27 січня 2003   | Сокорро (Нью-Мексико)            | LINEAR                           |
| (172403) 2003 BO52  | 2003 BO52            | 27 січня 2003   | Сокорро (Нью-Мексико)            | LINEAR                           |
| (172404) 2003 BC53  | 2003 BC53            | 27 січня 2003   | Станція Андерсон-Меса            | LONEOS                           |
| (172405) 2003 BH65  | 2003 BH65            | 30 січня 2003   | Паломарська обсерваторія         | NEAT                             |
| (172406) 2003 BY67  | 2003 BY67            | 27 січня 2003   | Сокорро (Нью-Мексико)            | LINEAR                           |
| (172407) 2003 BN69  | 2003 BN69            | 30 січня 2003   | Станція Андерсон-Меса            | LONEOS                           |
| (172408) 2003 BL75  | 2003 BL75            | 29 січня 2003   | Паломарська обсерваторія         | NEAT                             |
| (172409) 2003 BJ77  | 2003 BJ77            | 30 січня 2003   | Станція Андерсон-Меса            | LONEOS                           |
| (172410) 2003 CB2   | 2003 CB2             | 1 лютого 2003   | Станція Андерсон-Меса            | LONEOS                           |
| (172411) 2003 CM14  | 2003 CM14            | 3 лютого 2003   | Паломарська обсерваторія         | NEAT                             |
| (172412) 2003 DC13  | 2003 DC13            | 26 лютого 2003  | Обсерваторія Клеть               | Мілош Тіхі, М. Кочер             |
| (172413) 2003 EH2   | 2003 EH2             | 5 березня 2003  | Сокорро (Нью-Мексико)            | LINEAR                           |
| (172414) 2003 EW14  | 2003 EW14            | 6 березня 2003  | Сокорро (Нью-Мексико)            | LINEAR                           |
| (172415) 2003 EZ39  | 2003 EZ39            | 8 березня 2003  | Сокорро (Нью-Мексико)            | LINEAR                           |
| (172416) 2003 FV5   | 2003 FV5             | 26 березня 2003 | Станція Кампо Імператоре         | CINEOS                           |
| (172417) 2003 FW37  | 2003 FW37            | 23 березня 2003 | Обсерваторія Кітт-Пік            | Spacewatch                       |
| (172418) 2003 FV106 | 2003 FV106           | 27 березня 2003 | Станція Андерсон-Меса            | LONEOS                           |
| (172419) 2003 GD21  | 2003 GD21            | 4 квітня 2003   | Королівська обсерваторія Бельгії | Королівська обсерваторія Бельгії |
| (172420) 2003 GM48  | 2003 GM48            | 9 квітня 2003   | Паломарська обсерваторія         | NEAT                             |
| (172421) 2003 HF    | 2003 HF              | 23 квітня 2003  | Сокорро (Нью-Мексико)            | LINEAR                           |
| (172422) 2003 OW13  | 2003 OW13            | 28 липня 2003   | Обсерваторія Ріді-Крик           | Джон Бротон                      |
| (172423) 2003 OK16  | 2003 OK16            | 26 липня 2003   | Станція Кампо Імператоре         | CINEOS                           |
| (172424) 2003 OU17  | 2003 OU17            | 29 липня 2003   | Обсерваторія Ріді-Крик           | Джон Бротон                      |
| 172425 Taliajacobi  | 2003 OJ18            | 25 липня 2003   | Обсерваторія Вайза               | Давид Полішук                    |
| (172426) 2003 OJ31  | 2003 OJ31            | 30 липня 2003   | Сокорро (Нью-Мексико)            | LINEAR                           |
| (172427) 2003 PF4   | 2003 PF4             | 2 серпня 2003   | Обсерваторія Галеакала           | NEAT                             |
| (172428) 2003 PX9   | 2003 PX9             | 1 серпня 2003   | Сокорро (Нью-Мексико)            | LINEAR                           |
| (172429) 2003 QN1   | 2003 QN1             | 19 серпня 2003  | Станція Кампо Імператоре         | CINEOS                           |
| (172430) 2003 QL8   | 2003 QL8             | 20 серпня 2003  | Станція Кампо Імператоре         | CINEOS                           |
| (172431) 2003 QO16  | 2003 QO16            | 20 серпня 2003  | Станція Кампо Імператоре         | CINEOS                           |
| (172432) 2003 QD18  | 2003 QD18            | 22 серпня 2003  | Паломарська обсерваторія         | NEAT                             |
| (172433) 2003 QN22  | 2003 QN22            | 20 серпня 2003  | Паломарська обсерваторія         | NEAT                             |
| (172434) 2003 QG24  | 2003 QG24            | 21 серпня 2003  | Паломарська обсерваторія         | NEAT                             |
| (172435) 2003 QX24  | 2003 QX24            | 22 серпня 2003  | Паломарська обсерваторія         | NEAT                             |
| (172436) 2003 QE25  | 2003 QE25            | 22 серпня 2003  | Паломарська обсерваторія         | NEAT                             |
| (172437) 2003 QO37  | 2003 QO37            | 22 серпня 2003  | Паломарська обсерваторія         | NEAT                             |
| (172438) 2003 QW37  | 2003 QW37            | 22 серпня 2003  | Сокорро (Нью-Мексико)            | LINEAR                           |
| (172439) 2003 QP40  | 2003 QP40            | 22 серпня 2003  | Сокорро (Нью-Мексико)            | LINEAR                           |
| (172440) 2003 QE42  | 2003 QE42            | 22 серпня 2003  | Сокорро (Нью-Мексико)            | LINEAR                           |
| (172441) 2003 QR45  | 2003 QR45            | 23 серпня 2003  | Паломарська обсерваторія         | NEAT                             |
| (172442) 2003 QC48  | 2003 QC48            | 20 серпня 2003  | Паломарська обсерваторія         | NEAT                             |
| (172443) 2003 QX52  | 2003 QX52            | 23 серпня 2003  | Сокорро (Нью-Мексико)            | LINEAR                           |
| (172444) 2003 QN55  | 2003 QN55            | 23 серпня 2003  | Сокорро (Нью-Мексико)            | LINEAR                           |
| (172445) 2003 QM57  | 2003 QM57            | 23 серпня 2003  | Сокорро (Нью-Мексико)            | LINEAR                           |
| (172446) 2003 QN58  | 2003 QN58            | 23 серпня 2003  | Паломарська обсерваторія         | NEAT                             |
| (172447) 2003 QX59  | 2003 QX59            | 23 серпня 2003  | Сокорро (Нью-Мексико)            | LINEAR                           |
| (172448) 2003 QX61  | 2003 QX61            | 23 серпня 2003  | Сокорро (Нью-Мексико)            | LINEAR                           |
| (172449) 2003 QN65  | 2003 QN65            | 25 серпня 2003  | Паломарська обсерваторія         | NEAT                             |
| (172450) 2003 QR78  | 2003 QR78            | 24 серпня 2003  | Сокорро (Нью-Мексико)            | LINEAR                           |
| (172451) 2003 QV79  | 2003 QV79            | 24 серпня 2003  | Обсерваторія Ріді-Крик           | Джон Бротон                      |
| (172452) 2003 QB93  | 2003 QB93            | 27 серпня 2003  | Паломарська обсерваторія         | NEAT                             |
| (172453) 2003 QD93  | 2003 QD93            | 27 серпня 2003  | Паломарська обсерваторія         | NEAT                             |
| (172454) 2003 QR101 | 2003 QR101           | 29 серпня 2003  | Обсерваторія Галеакала           | NEAT                             |
| (172455) 2003 QT107 | 2003 QT107           | 30 серпня 2003  | Обсерваторія Кітт-Пік            | Spacewatch                       |
| (172456) 2003 RW    | 2003 RW              | 1 вересня 2003  | Сокорро (Нью-Мексико)            | LINEAR                           |
| (172457) 2003 RU1   | 2003 RU1             | 2 вересня 2003  | Сокорро (Нью-Мексико)            | LINEAR                           |
| (172458) 2003 RF4   | 2003 RF4             | 1 вересня 2003  | Сокорро (Нью-Мексико)            | LINEAR                           |
| (172459) 2003 RO5   | 2003 RO5             | 2 вересня 2003  | Сокорро (Нью-Мексико)            | LINEAR                           |
| (172460) 2003 RT11  | 2003 RT11            | 15 вересня 2003 | Обсерваторія Столова Гора        | Дж. Янґ                          |
| (172461) 2003 SE4   | 2003 SE4             | 16 вересня 2003 | Обсерваторія Кітт-Пік            | Spacewatch                       |
| (172462) 2003 SF4   | 2003 SF4             | 16 вересня 2003 | Обсерваторія Кітт-Пік            | Spacewatch                       |
| (172463) 2003 SO6   | 2003 SO6             | 17 вересня 2003 | Обсерваторія Дезерт-Іґл          | Вільям Йон                       |
| (172464) 2003 SQ10  | 2003 SQ10            | 17 вересня 2003 | Обсерваторія Кітт-Пік            | Spacewatch                       |
| (172465) 2003 SV10  | 2003 SV10            | 17 вересня 2003 | Обсерваторія Кітт-Пік            | Spacewatch                       |
| (172466) 2003 SN17  | 2003 SN17            | 18 вересня 2003 | Обсерваторія Кітт-Пік            | Spacewatch                       |
| (172467) 2003 SZ22  | 2003 SZ22            | 16 вересня 2003 | Паломарська обсерваторія         | NEAT                             |
| (172468) 2003 SE37  | 2003 SE37            | 16 вересня 2003 | Паломарська обсерваторія         | NEAT                             |
| (172469) 2003 SF45  | 2003 SF45            | 16 вересня 2003 | Станція Андерсон-Меса            | LONEOS                           |
| (172470) 2003 SY45  | 2003 SY45            | 16 вересня 2003 | Станція Андерсон-Меса            | LONEOS                           |
| (172471) 2003 SW46  | 2003 SW46            | 16 вересня 2003 | Станція Андерсон-Меса            | LONEOS                           |
| (172472) 2003 SM52  | 2003 SM52            | 18 вересня 2003 | Паломарська обсерваторія         | NEAT                             |
| (172473) 2003 SB55  | 2003 SB55            | 16 вересня 2003 | Станція Андерсон-Меса            | LONEOS                           |
| (172474) 2003 ST70  | 2003 ST70            | 18 вересня 2003 | Обсерваторія Кітт-Пік            | Spacewatch                       |
| (172475) 2003 SA76  | 2003 SA76            | 18 вересня 2003 | Обсерваторія Кітт-Пік            | Spacewatch                       |
| (172476) 2003 SR79  | 2003 SR79            | 19 вересня 2003 | Обсерваторія Кітт-Пік            | Spacewatch                       |
| (172477) 2003 SM86  | 2003 SM86            | 16 вересня 2003 | Паломарська обсерваторія         | NEAT                             |
| (172478) 2003 SM87  | 2003 SM87            | 17 вересня 2003 | Сокорро (Нью-Мексико)            | LINEAR                           |
| (172479) 2003 SL95  | 2003 SL95            | 19 вересня 2003 | Паломарська обсерваторія         | NEAT                             |
| (172480) 2003 SE97  | 2003 SE97            | 19 вересня 2003 | Сокорро (Нью-Мексико)            | LINEAR                           |
| (172481) 2003 SN103 | 2003 SN103           | 20 вересня 2003 | Сокорро (Нью-Мексико)            | LINEAR                           |
| (172482) 2003 SS104 | 2003 SS104           | 20 вересня 2003 | Обсерваторія Галеакала           | NEAT                             |
| (172483) 2003 SA108 | 2003 SA108           | 20 вересня 2003 | Паломарська обсерваторія         | NEAT                             |
| (172484) 2003 SC108 | 2003 SC108           | 20 вересня 2003 | Паломарська обсерваторія         | NEAT                             |
| (172485) 2003 ST117 | 2003 ST117           | 16 вересня 2003 | Паломарська обсерваторія         | NEAT                             |
| (172486) 2003 SO120 | 2003 SO120           | 17 вересня 2003 | Обсерваторія Кітт-Пік            | Spacewatch                       |
| (172487) 2003 SP130 | 2003 SP130           | 20 вересня 2003 | Сокорро (Нью-Мексико)            | LINEAR                           |
| (172488) 2003 ST131 | 2003 ST131           | 18 вересня 2003 | Обсерваторія Кітт-Пік            | Spacewatch                       |
| (172489) 2003 SV138 | 2003 SV138           | 20 вересня 2003 | Паломарська обсерваторія         | NEAT                             |
| (172490) 2003 SV139 | 2003 SV139           | 18 вересня 2003 | Обсерваторія Кітт-Пік            | Spacewatch                       |
| (172491) 2003 SF142 | 2003 SF142           | 20 вересня 2003 | Обсерваторія Кітт-Пік            | Spacewatch                       |
| (172492) 2003 SL146 | 2003 SL146           | 20 вересня 2003 | Паломарська обсерваторія         | NEAT                             |
| (172493) 2003 SB151 | 2003 SB151           | 17 вересня 2003 | Сокорро (Нью-Мексико)            | LINEAR                           |
| (172494) 2003 SH151 | 2003 SH151           | 17 вересня 2003 | Сокорро (Нью-Мексико)            | LINEAR                           |
| (172495) 2003 SR155 | 2003 SR155           | 19 вересня 2003 | Станція Андерсон-Меса            | LONEOS                           |
| (172496) 2003 SC165 | 2003 SC165           | 20 вересня 2003 | Станція Андерсон-Меса            | LONEOS                           |
| (172497) 2003 SB168 | 2003 SB168           | 23 вересня 2003 | Обсерваторія Галеакала           | NEAT                             |
| (172498) 2003 SB169 | 2003 SB169           | 23 вересня 2003 | Обсерваторія Галеакала           | NEAT                             |
| (172499) 2003 SJ169 | 2003 SJ169           | 23 вересня 2003 | Обсерваторія Галеакала           | NEAT                             |
| (172500) 2003 SH171 | 2003 SH171           | 18 вересня 2003 | Станція Кампо Імператоре         | CINEOS                           |